# Finales de la NBA de 1970
Las Finales de la NBA de 1970 fueron las series definitivas de los playoffs de 1970 y suponían la conclusión de la temporada 1969-70 de la NBA, con victoria de New York Knicks, campeón de la Conferencia Este, sobre Los Angeles Lakers, campeón de la Conferencia Oeste. Fue el primer título de la historia para los Knicks. El enfrentamiento reunió a 8 futuros miembros del Basketball Hall of Fame, 4 de cada equipo (uno de ellos como entrenador, Phil Jackson), además del entrenador de los de Nueva York, Red Holzman. Fue la novena vez consecutiva que un equipo localizado en el estado de California llegaba a las Finales, 7 veces los Lakers y las otras dos los San Francisco Warriors, en 1964 y 1967.

## Resumen
| Partido | Fecha       | Equipo local | Resultado     | Equipo visitante |
| ------- | ----------- | ------------ | ------------- | ---------------- |
| 1       | 24 de abril | New York     | 124–112       | Los Angeles      |
| 2       | 27 de abril | New York     | 103–105       | Los Angeles      |
| 3       | 29 de abril | Los Angeles  | 108–111 (Pr.) | New York         |
| 4       | 1 de mayo   | Los Angeles  | 121–115 (Pr.) | New York         |
| 5       | 4 de mayo   | New York     | 107–100       | Los Angeles      |
| 6       | 6 de mayo   | Los Angeles  | 135–113       | New York         |
| 7       | 8 de mayo   | New York     | 113–99        | Los Angeles      |

Knicks gana las series 4-3

## Enfrentamientos en temporada regular
Durante la temporada regular, los Lakers y los Knicks se vieron las caras en seis ocasiones (la liga la formaban entonces 14 equipos), jugando tres encuentros en el Madison Square Garden y otros tres en The Forum. La ventaja era de los Knicks, que habían conseguido ganar en cuatro ocasiones.
| 18 de octubre | Los Angeles Lakers | 96–99 | New York Knicks |                                             |
|               |                    |       |                 |                                             |
|               |                    |       |                 | Pabellón: Madison Square Garden, Nueva York |

| 9 de noviembre | New York Knicks | 109–102 | Los Angeles Lakers |                                  |
|                |                 |         |                    |                                  |
|                |                 |         |                    | Pabellón: The Forum, Los Ángeles |

| 25 de noviembre | Los Angeles Lakers | 96–103 | New York Knicks |                                             |
|                 |                    |        |                 |                                             |
|                 |                    |        |                 | Pabellón: Madison Square Garden, Nueva York |

| 26 de diciembre | New York Knicks | 106–114 | Los Angeles Lakers |                                  |
|                 |                 |         |                    |                                  |
|                 |                 |         |                    | Pabellón: The Forum, Los Ángeles |

| 17 de febrero | Los Angeles Lakers | 93–114 | New York Knicks |                                             |
|               |                    |        |                 |                                             |
|               |                    |        |                 | Pabellón: Madison Square Garden, Nueva York |

| 15 de marzo | New York Knicks | 101–106 | Los Angeles Lakers |                                  |
|             |                 |         |                    |                                  |
|             |                 |         |                    | Pabellón: The Forum, Los Ángeles |

## Resumen de los partidos
Tras muchos años de dominio de los Boston Celtics, tras la retirada de Bill Russell y el evidente relevo generacional, fueron muchos los equipos dispuestos a tomar el relevo del equipo de Massachusetts. Uno de ellos furon los Knicks. No disponían del típico jugador dominante bajo los tableros. Sin embargo tenían una plantilla muy bien compensada, con jugadores de calidad y un entrenador que sabía muy bien lo que hacía. Tras cinco años en la liga, esta iba a ser la temporada de Willis Reed. Fue elegido MVP del All-Star Game, y poco después MVP de la liga, rematando la faena en las Finales, donde fue también elegido mejor jugador, convirtiéndose en el primer jugador en alcanzar los tres galardones el mismo año.
Por su parte los Lakers tenían su principal novedad en el banquillo. Joe Mullaney, un veterano entrenador procedente de la Universidad de Providence había reemplazado a Butch van Breda Kolff al mando del equipo angelino. Wilt Chamberlain, ya con 33 años, había sufrido una grave lesión en la rodilla en el noveno partido de la temporada, y aparentemente se iba a perder el resto de la misma. Pero sorprendió incluso a los médicos regresando a las pistas a falta de 3 partidos para el término de la temporada regular. Ésta la acabaron en segunda posición, por detrás de Atlanta Hawks, pero éstos fueron barridos en la final de la Conferencia Oeste por los Lakers, que se impusieron 4-0.

### Partido 1
| 24 de abril                     | Los Angeles Lakers                                                | 112–124              | New York Knicks                                                          |                                                                                          |  |  |
|                                 | Parciales: 25–35, 29–30, 38–24, 20–35                             |                      |                                                                          |                                                                                          |  |  |
|                                 | Estadísticas Jerry West 33 Wilt Chamberlain 24 Wilt Chamberlain 5 | Reporte Pts Reb Asts | Estadísticas Willis Reed 37 Reed, DeBusschere 16 cada uno Dick Barnett 9 | Pabellón: Madison Square Garden, New York City, New York Asistencia: 19,500 espectadores |  |  |
| New York lidera las series, 1–0 |                                                                   |                      |                                                                          |                                                                                          |  |  |
|                                 |                                                                   |                      |                                                                          |                                                                                          |  |  |

A pesar de esa victoria abultada en las finales de conferencia, las casas de apuestas seguían dando como favoritos a los Knicks, y en el primer partido se vería el porqué. Los Knicks comenzaron el mismo con ventaja en el marcador, que se fue ampliando hasta que el marcador señalaba un 50-30. La defensa del base Mike Riordan fue fundamental. Cazzie Russell aportó puntos en ataque, y sólo la relajación final del equipo de Nueva York en los últimos 8 minutos hizo que el marcador acabara en 124-112. Reed acabó el mismo con 37 puntos, 16 rebotes y 5 asistencias.

### Partido 2
| 27 de abril           | Los Angeles Lakers                                                          | 105–103              | New York Knicks                                            |                                                                                          |  |  |
|                       | Parciales: 28–24, 24–28, 29–29, 24–22                                       |                      |                                                            |                                                                                          |  |  |
|                       | Estadísticas Jerry West 34 Wilt Chamberlain 24 Garrett, Erickson 6 cada uno | Reporte Pts Reb Asts | Estadísticas Willis Reed 29 Willis Reed 15 Walt Frazier 11 | Pabellón: Madison Square Garden, New York City, New York Asistencia: 19,500 espectadores |  |  |
| Series empatadas, 1–1 |                                                                             |                      |                                                            |                                                                                          |  |  |
|                       |                                                                             |                      |                                                            |                                                                                          |  |  |

Todo cambió en el segundo partido, excepto el escenario, el Madison Square Garden. Los Lakers mantuvieron el partido igualado de principio a fin, con Chamberlain empleándose más a fondo en defensa, como había prometido. A falta de un minuto, Walt Frazier anotó una canasta que igualaba el encuentro a 103. en la jugada siguiente, Riordan cometió falta sobre Jerry West, que anotó los dos tiros libres poniendo el marcador 105-103. A falta de 22 segundos, los Knicks tenían una última posesión para empatar el partido, pero chamberlain taponó el lanzamiento de Reed, dando el empate a uno en la eliminatoria a su equipo.

### Partido 3
| 29 de abril                     | New York Knicks                                           | 111–108              | Los Angeles Lakers                                             |                                                                            |  |  |
|                                 | Parciales: 20–26, 22–30, 26–17, 34–29 (T.E.: 9–6)         |                      |                                                                |                                                                            |  |  |
|                                 | Estadísticas Willis Reed 38 Willis Reed 17 Walt Frazier 7 | Reporte Pts Reb Asts | Estadísticas Jerry West 34 Wilt Chamberlain 26 Elgin Baylor 11 | Pabellón: The Forum, Inglewood, California Asistencia: 17,500 espectadores |  |  |
| New York lidera las series, 2–1 |                                                           |                      |                                                                |                                                                            |  |  |
|                                 |                                                           |                      |                                                                |                                                                            |  |  |

La serie se trasladó al Forum de Inglewood el 29 de abril, y los Lakers comenzaron arrollando, llegando al descanso con 14 puntos de ventaja, 56-42. Pero en el tercer cuarto, gracias sobre todo al acierto desde el perímetro de Dave DeBusschere y Dick Barnett, los Knicks dieron la vuelta al partido, llegando a falta de dos minutos con el marcador empatado a 96. Tras un intercambio de canastas, Reed anotó un tiro libre, colocando a su equipo 1 arriba. West anotó desde 6 metros a falta de 38 segundos, pero Barnett replicó en la siguiente jugada, dejando el marcador como estaba a falta de 18 segundos para el final. Los Lakers pidieron tiempo muerto, y nada más reanudarse el partido Barnett hizo algo inteligente, una falta personal rápida a Chamberlain, que sólo tenía un 45% de acierto desde la línea. Anotó el segundo tiro libre, dejando el marcador con empate a 100 y 13 segundos por jugar y posesión de los Knicks.
DeBusschere pidió un bloqueo para que Bill Bradley buscara un lanzamiento cómodo, pero no pudo salir del mismo, así que le dio el balón a Frazier, quien tras una finta con la cabeza, anotó desde la línea de tiros libres en suspensión, colocando el 102-100 en el marcador a falta de 3 segundos. Los Lakers no disponían ya de tiempos muertos, así que Chamberlain sacó rápido sobre West, quien, tras driblar a su defensor, lanzó desde más allá de medio campo, consiguiendo una canasta sobre la bocina que llevaba el partido a la prórroga.
Los Lakers no supieron aprovechar su momento en la prórroga, y los Knicks se llegaron a ir de 5 en el marcador, aunque el equipo amarillo reaccionó, llegando a falta de un minuto para el final con empate a 108. Pero primero un tiro libre anotado por Reed, y después una canasta de Barnett, un ex-Laker, dejaron el marcador en el definitivo 111-108. West no pudo repetir su canasta milagrosa.

### Partido 4
| 1 de mayo             | New York Knicks                                                 | 115–121              | Los Angeles Lakers                                           |                                                                            |  |  |
|                       | Parciales: 27–24, 20–30, 20–17, 32–28 (T.E.: 16–22)             |                      |                                                              |                                                                            |  |  |
|                       | Estadísticas Dick Barnett 29 Dave Stallworth 13 Walt Frazier 11 | Reporte Pts Reb Asts | Estadísticas Jerry West 37 Wilt Chamberlain 25 Jerry West 18 | Pabellón: The Forum, Inglewood, California Asistencia: 17,509 espectadores |  |  |
| Series empatadas, 2–2 |                                                                 |                      |                                                              |                                                                            |  |  |
|                       |                                                                 |                      |                                                              |                                                                            |  |  |

El cuarto partido fue también emocionante. Barnett anotó 6 de 7 lanzamientos en el primer cuarto, pero West respondió para los Lakers. A pesar de tener un esguince en su dedo pulgar, jugó 52 minutos anotantdo 37 puntos, con 18 asistencias y 5 rebotes. De nuevo el partido se decidió en la prórroga, y tuvo un protagonista inesperado, John Tresvant, que anotó todo lo que le llegó a las manos. Los Lakers ganaron 121-115, empatando la serie a 2. Elgin Baylor contribuyó con 30 puntos.

### Partido 5
| 4 de mayo                       | Los Angeles Lakers                                                    | 100–107              | New York Knicks                                               |                                                                                          |  |  |
|                                 | Parciales: 30–20, 23–20, 29–35, 18–32                                 |                      |                                                               |                                                                                          |  |  |
|                                 | Estadísticas Wilt Chamberlain 22 Wilt Chamberlain 19 Keith Erickson 6 | Reporte Pts Reb Asts | Estadísticas Walt Frazier 21 Cazzie Russell 8 Walt Frazier 12 | Pabellón: Madison Square Garden, New York City, New York Asistencia: 19,500 espectadores |  |  |
| New York lidera las series, 3–2 |                                                                       |                      |                                                               |                                                                                          |  |  |
|                                 |                                                                       |                      |                                                               |                                                                                          |  |  |

De vuelta en el Garden, el quinto partido se recordará por una jugada que marcó el partido. con 8 minutos jugados del primer cuarto, los Lakers ganaban 25-15. en ese momento Reed recibió el balón y se fue de Chamberlain, pero topó con la pierna de éste cayendo al suelo con un tirón muscular. El pívot de los Knicks se retorcía de dolor en el suelo, pero los árbitros no pararon el partido, a pesar de los gritos de Red Holzman desde la banda. Reed estaba fuera del partido, así que Holzman optó por poner a Nate Bowman para tratar de frenar a Chamberlain, algo que funcionó durante un tiempo. Entonces sacó a pista a Bill Hosket, que no había jugado ni un solo minuto en todos los playoffs, que sujetó bien al pívot angelino, pero no era suficiente, llegándose al descanso con una desventaja de 13 puntos.
Tras la reanudación, los Knicks cambiaron la defensa a otra zonal, obligando a Chamberlain a jugar alejado del aro. Los Lakers trataron de administrar su ventaja buscando a su pívot, pero perdieron balones continuamente. El cuarto periodo se inició con ventaja para los Lakers 82-75, pero los Knicks, arropados por un enfervorecido público que abarrotaba los 19.500 asientos del pabellón, acabaron por hacerse con el partido por 107-100. Los Angeles perdió la increíble cifra de 30 balones en el partido. West fue incapaz de anotar un solo lanzamiento en toda la segunda parte, mientras que Chamberlain anotó sólo 4 puntos, a pesar de ser defendido en muchos momentos por hombres bastante más bajos que él, como DeBusschere y Dave Stallworth.

### Partido 6
| 6 de mayo             | New York Knicks                                                    | 113–135              | Los Angeles Lakers                                                 |                                                                            |  |  |
|                       | Parciales: 16–36, 35–35, 29–28, 33–36                              |                      |                                                                    |                                                                            |  |  |
|                       | Estadísticas Dave DeBusschere 25 Dave DeBusschere 9 Dick Barnett 8 | Reporte Pts Reb Asts | Estadísticas Wilt Chamberlain 45 Wilt Chamberlain 27 Jerry West 13 | Pabellón: The Forum, Inglewood, California Asistencia: 17,509 espectadores |  |  |
| Series empatadas, 3–3 |                                                                    |                      |                                                                    |                                                                            |  |  |
|                       |                                                                    |                      |                                                                    |                                                                            |  |  |

Los Lakers corrigieron sus errores en el sexto partido, nuevamente como locales. Con Reed fuera, Wilt anotó 45 puntos, a los que añadió 27 rebotes, arrollando a los Knicks por 135-113, empatando la serie a 3, y forzando un séptimo y definitivo partido.

### Partido 7
| 8 de mayo                     | Los Angeles Lakers                                              | 99–113               | New York Knicks                                                  |                                                                                          |  |  |
|                               | Parciales: 24–38, 18–31, 27–25, 30–19                           |                      |                                                                  |                                                                                          |  |  |
|                               | Estadísticas Jerry West 28 Wilt Chamberlain 24 Keith Erickson 6 | Reporte Pts Reb Asts | Estadísticas Walt Frazier 36 Dave DeBusschere 17 Walt Frazier 19 | Pabellón: Madison Square Garden, New York City, New York Asistencia: 19,500 espectadores |  |  |
| New York gana las series, 4–3 |                                                                 |                      |                                                                  |                                                                                          |  |  |
|                               |                                                                 |                      |                                                                  |                                                                                          |  |  |

El séptimo partido se presentaba con la incertidumbre de si Reed podría jugar. Los médicos lo infiltraron, y salió al calentamiento mientras la multitud enfervorecida le aclamaba. En el vestuario de los Lakers se vivía una situación parecida, con West lesionado en ambas manos, recibiendo también infiltraciones por parte del cuerpo médico para poder saltar a la cancha. Reed salió a pista, y los Lakers forzaron balones a Chamberlain, sabedores de su superioridad física. Pero Reed le dejó en 2 de 9 lanzamientos a canasta, mientras él acababa con 2 de 5, cuatro faltas y 3 rebotes. Pero iba a ser suficiente. La carga emocional del encuentro llevó en volandas a los Knicks. Cemenzaron 9-2, después 15-6 y, más tarde, 30-17. Cuando Reed abandonó definitivamente el encuentro, los Knicks ganaban 61-37. A partir de ese momento administraron su ventaja, acabando por conseguir su primer anillo de la NBA, con un marcador de 113-99.
Frazier anotó 12 de 17 lanzamientos y 12 de 12 desde los tiros libres, para finalizar con 36 puntos y 19 asistencias. Barnett anotó 21, y DeBusschere capturó 17 rebotes.